# Бур'ян Михайло Степанович
Миха́йло Степа́нович Бур'я́н (5 березня 1956, Ворошиловград — 18 лютого 2023, ?) — історик, сходознавець, доктор історичних наук (1996), професор (2001), заслужений діяч науки і техніки України (2003).

## Біографічні дані
Народився 5 березня 1956 року у Ворошиловграді.
У 1982 році закінчив Ворошиловградський педагогічний інститут, де й працював з 1985 року: асистентом, старшим викладачем, доцентом, професором (з 1997), завідувачем (з 2001) кафедри всесвітньої історії, водночас декан історичного факультету (з 1998 по 2001).
Помер 18 лютого 2023 року.

## Наукова робота
Дослідж. у галузі всесвіт. історії, історії міжнар. відносин і зовн. політики, сходознавства.

### Основні праці
За ЕСУ:
- Особенности колониальной политики Великобритании на Востоке в 1918–1924 гг. — Москва, 1993;
- Египет во внешней и колониальной политике Великобритании. — Москва; Лг., 1994;
- Кризис британской политики в Египте и Судане. 1924–1929 гг. // Восток. — 1995. — № 5;
- Проблема не-«формаційного» підходу до вивчення всесвітної історії у вищій та загальноосвітній школі // Освіта на Луганщині. — 1996. — № 2; — 1998. — № 1;
- Цивілізований підхід – відповідь на виклик часу? // Вісн. АН ВШ України. — 1999. — № 19;
- Наш Істфак: істор. нариси. — Лг., 2001.[1]

## Нагороди
- Заслужений діяч науки і техніки України (2003);
- Орден «За заслуги» 3-го ступеня (2012).[1]